# Lijst van Tweede Kamerleden 1815-1818
De samenstelling van de Tweede Kamer der Staten-Generaal 1815-1818 biedt een overzicht van de Tweede Kamerleden in de periode tussen september 1815 en oktober 1818. De zittingsperiode ging in op 21 september 1815 en eindigde op 19 oktober 1818.
Er waren toen 110 Tweede Kamerleden, die verkozen werden door de Provinciale Staten van de 18 provincies van het toenmalige Verenigd Koninkrijk der Nederlanden. Tweede Kamerleden werden verkozen voor een periode van drie jaar. Elk jaar werd een derde van de Tweede Kamer vernieuwd.

## Gekozen bij de verkiezingen van 1815

### Regeringsgezinden (92 zetels)
- Norbert van Aken[1]
- Onno Tamminga Alberda van Rensuma[2]
- Antoon Anne van Andringa de Kempenaer[3]
- Charles François Regis Baesen[4]
- Alphonse Pierre Antoine Baut[1][5]
- Adolf Carel Bentinck[6][7]
- Cornelis Gerrit Bijleveld[8]
- Joan Carel Gideon van der Brugghen van Croy[9]
- Johan Busch[10]
- Leonard du Bus de Gisignies[5][11]
- Henrick Carbasius[10]
- Willem Andreas de Caters[5][12]
- George Clifford[10]
- Albert de Codt[11]
- Albert Cogels[5][12]
- François Joseph Colins van Ham[13]
- Johan Marthe Collot d'Escury[10][14]
- Petrus Josephus Cuypers[9]
- Andries Adolf Deutz van Assendelft[10]
- Cornelis Duvelaer van de Spiegel[10]
- Joseph Sébastien della Faille d'Assenede[5][12]
- Pierre Jean François de Floen Adlercrona[5][15]
- Jean Baptiste Anne de Gerlache de Biourge[16]
- Piet Gevers[10]
- Campegius Hermannus Gockinga[2]
- Albert Antoine Henri de Grady de Bellaire[15]
- Jacob Willem Half-Wassenaer van Onsenoort[9]
- Willem Hendrik Alexander Carel van Heeckeren van Kell[17]
- Thimon Cornelis van Heerdt tot Eversberg[6]
- François van Hees[10]
- Sigismund Jacques van Heiden Reinestein[14][18]
- Ernest François Joseph d'Hoffschmidt[16]
- Gijsbert Karel van Hogendorp[10][14]
- Benedictus Josephus Holvoet[11]
- Samuel van Hoogstraten[10]
- Archibald Hope[10][19]
- Willem Jacob Huyssen van Kattendijke[8]
- Jacob Joseph Huyttens Kerremans[1]
- Pieter Govert van Iddekinge[2]
- Frederik Bernard s'Jacob[10]
- Joost Jarges[2]
- François Clement de Jonge[8]
- Carolus Fredericus Josephus de Keverberg van Kessel[20]
- Auguste de la Motte Baraffe[13]
- François de Le Bidart[13]
- Cornelis Philip van Lidth de Jeude[14][17]
- Tinco Martinus Lycklama à Nijeholt[3]
- Jan Elias Nicolaas van Lynden van Hoevelaken[17]
- Arnold Hendrik van Markel Bouwer[17]
- André Charles Membrède[20]
- Rutger Metelerkamp[5][10]
- Jean Adolphe d'Olimart[16]
- Gérard d'Onyn de Chastre[4]
- Johan Antoon Christiaan van Panhuys[20]
- Pierre Joseph De Paul de Maibe[21]
- Willem Nicolaas de Pesters van Cattenbroek[22]
- Lambert de Pitteurs de Budingen[15]
- Louis Jean Joseph Ferdinand de Potter[1][5]
- Charles François Ferdinand Antoine Florent le Preud'homme d'Hailly[4]
- Pierre Joseph Pycke[1]
- Philips Ram[14][22]
- Otto van Randwijck[17]
- Denis de Rasse de la Faillerie[13]
- Andreas Reigersman[9]
- Johan Repelaer van Molenaarsgraaf[10]
- Lodewijk Antoon Reyphins[5][11]
- Theodoor Jan Roest van Alkemade[10][14]
- Pieter Leonard Schiervel d'Altenbrouck[15]
- Thomas-Louis de Schietere de Lophem[11]
- François Pierre Guillaume van Schuylenburg[10]
- Jean-Baptiste Serruys[11]
- Joseph Antoine Simonis[5][15]
- Hector van Sminia[3]
- Samuël Snouck van Loosen[5][10]
- Johan Frederik Willem van Spaen tot Biljoen[14][17]
- François-Jean de Spoelberch[4]
- Arnold Jan Bernard van Suchtelen[6]
- Pierre Ernest Henri Joseph de Thiennes[13]
- Charles de Tornaco[16]
- Stanislas Charles de Troye[13]
- Jan Diederik van Tuyll van Serooskerken[9]
- Charles de Vaernewyck d'Angest[1]
- Antonius Josephus Joannes Henricus Verheyen[9]
- Jan Marie Joseph Verstraeten[1]
- Philippe Vilain XIIII[1]
- Ignatius de Vinck de Wesel[12]
- Paul Engelbert Voet van Winssen[22]
- François Louis Joseph de Wargny[12]
- Xavier Wasseige[5][21]
- Jacob Nanninga Arend van Wassenaer van Sint Pancras[10]
- Jan Pieter van Wickevoort Crommelin[10]
- Johannes Jacobus Ghislanus van Zuylen van Nijevelt Wijkerslooth[11]

### Zuid-Nederlandse oppositionelen (11 zetels)
- François Cornet de Grez[4][5]
- Louis Philippe Marie Joseph de Goër de Herve[15]
- Pierre Joseph de le Vielleuze[4]
- François de Sécus[13]
- Théordore Dotrenge[4]
- François della Faille d'Huysse[1]
- Jean-François Gendebien[13]
- Joseph Johannes Bernardus van den Male Denijs[11]
- François Joseph Meeus[4][5]
- Erasme Louis Surlet de Chokier[20]
- Joannes Franciscus Laurentius Tack[1]

### Financiële oppositie (4 zetels)
- Daniël François van Alphen[5][10]
- Schelte Hessel Roorda van Eysinga[3]
- Leopold van Sasse van Ysselt[9]
- Willem Hendrik van Sytzama[3]

### Onafhankelijken (2 zetels)
- Gerardus Andreas Martinus van Bommel[10]
- Samuel Johannes Sandberg van Essenburg[6]

### Gematigde liberalen (1 zetel)
- Elias Canneman[10][23]

## Bijzonderheden
- Joseph Henri de Crumpipen nam zijn benoeming tot Tweede Kamerlid voor Zuid-Brabant niet aan. Hij werd op 21 september 1815 opgevolgd door François Cornet de Grez (Zuid-Nederlandse oppositionelen).
- Philippe Ambroise Eugène Ghislain d'Olmen de Poederlé nam zijn benoeming tot Tweede Kamerlid voor Zuid-Brabant niet aan. Hij werd op 21 september 1815 opgevolgd door François Joseph Meeus (Zuid-Nederlandse oppositionelen).
- Iwan Simonis nam zijn benoeming tot Tweede Kamerlid voor Luik niet aan. Hij werd op 31 oktober 1815 opgevolgd door Joseph Antoine Simonis (regeringsgezinden).
- Ernst de Woot de Tinlot nam zijn benoeming tot Tweede Kamerlid voor Luik niet aan. Hij werd op 31 oktober 1815 opgevolgd door Pierre Jean François de Floen Adlercrona (regeringsgezinden).
- Jan Jozef Raepsaet nam zijn benoeming tot Tweede Kamerlid voor Oost-Vlaanderen niet aan. Hij werd op 21 september 1815 opgevolgd door Louis Jean Joseph Ferdinand de Potter(regeringsgezinden).
- Versmissen de Munck nam zijn benoeming tot Tweede Kamerlid voor Oost-Vlaanderen niet aan. Hij werd op 21 september 1815 opgevolgd door Alphonse Pierre Antoine Baut (regeringsgezinden).
- Franciscus Josephus Wijnckelman nam zijn benoeming tot Tweede Kamerlid voor West-Vlaanderen niet aan. Hij werd op 21 september 1815 opgevolgd door Lodewijk Antoon Reyphins (regeringsgezinden).
- F. Dubois nam zijn benoeming tot Tweede Kamerlid voor West-Vlaanderen niet aan. Hij werd op 21 september 1815 opgevolgd door Leonard du Bus de Gisignies (regeringsgezinden).
- Jan Slicher overleed op 24 september 1815, nog voor hij zijn benoeming tot Tweede Kamerlid van Holland had aangenomen. Hij werd op 3 november 1815 opgevolgd door Daniël François van Alphen (financiële oppositie).
- Arnold Willem Nicolaas van Tets van Goudriaan nam zijn benoeming tot Tweede Kamerlid voor Holland niet aan. Hij werd op 21 september 1815 opgevolgd door Samuël Snouck van Loosen (regeringsgezinden).
- Maurits Cornelis van Hall nam zijn benoeming tot Tweede Kamerlid voor Holland niet aan. Hij werd op 21 september 1815 opgevolgd door Rutger Metelerkamp (regeringsgezinden).
- Philippe Josephe Eugène Desmanet nam zijn benoeming tot Tweede Kamerlid voor Namen niet aan. Hij werd op 21 september 1815 opgevolgd door Xavier Wasseige (regeringsgezinden).
- Nicolas Diercxsens nam zijn benoeming tot Tweede Kamerlid voor Antwerpen niet aan. Ook zijn opvolger Constant Emile de Bors nam zijn benoeming niet aan. Uiteindelijk werd op 26 oktober 1815 in hun plaats Joseph Sébastien della Faille d'Assenede (regeringsgezinden) geïnstalleerd.
- Jean Louis Joseph Pouppez nam zijn benoeming tot Tweede Kamerlid voor Antwerpen niet aan. Hij werd op 25 september 1815 opgevolgd door Albert Cogels (regeringsgezinden).
- Wautier van Genechten nam zijn benoeming tot Tweede Kamerlid voor Antwerpen niet aan. Hij werd op 31 oktober 1815 opgevolgd door Willem Andreas de Caters (regeringsgezinden).

## Tussentijdse mutaties

### 1816
- 20 oktober: Samuël Snouck van Loosen (regeringsgezinden) nam ontslag. De Provinciale Staten van Holland kozen Gijsbert Fontein Verschuir als opvolger, hij werd op 22 oktober 1816 geïnstalleerd.
- Bij de verkiezingen dat jaar werd het mandaat van 36 Tweede Kamerleden hernieuwd. Samuel van Hoogstraten (regeringsgezinden) was in Holland geen kandidaat voor een hernieuwing van zijn mandaat. Zijn parlementair mandaat liep af op 20 oktober 1816. Zijn opvolger Jan Clifford werd op 22 oktober dat jaar geïnstalleerd.
- 31 oktober: Hector van Sminia (regeringsgezinden) overleed. De Provinciale Staten van Friesland kozen Carel Æmilius Els Collot d'Escury als zijn opvolger, hij werd op 21 oktober 1817 geïnstalleerd.
- 3 november: François Louis Joseph de Wargny (regeringsgezinden) overleed. Bij de verkiezingen het jaar nadien verkozen de Provinciale Staten van Antwerpen Petrus Mesmaekers als zijn opvolger, hij werd op 21 oktober 1817 geïnstalleerd.
- 27 december: Jean Adolphe d'Olimart (regeringsgezinden) nam ontslag om gezondheidsredenen. De Provinciale Staten van Luxemburg kozen Johann Joseph Faber (Zuid-Nederlandse oppositionelen) als zijn opvolger, hij werd op 21 oktober 1817 geïnstalleerd.

### 1817
- 9 april: Philips Ram (regeringsgezinden) overleed. De Provinciale Staten van Utrecht verkozen Jacob Gerard van Nes van Meerkerk (financiële oppositie) als zijn opvolger, hij werd op 21 oktober 1817 geïnstalleerd.
- 1 juni: Jean Baptiste Anne de Gerlache de Biourge (regeringsgezinden) nam ontslag als Tweede Kamerlid. Bij de verkiezingen dat jaar werd Pierre Joseph Collard (Zuid-Nederlandse oppositionelen) door de Provinciale Staten van Luxemburg verkozen als zijn opvolger, hij werd op 21 oktober 1817 geïnstalleerd.
- 20 augustus: Johan Busch (regeringsgezinden) overleed. Bij de verkiezingen dat jaar werd Joan Melchior Kemper door de Provinciale Staten van Holland verkozen tot zijn opvolger. Hij werd op 21 oktober 1817 geïnstalleerd.
- 23 augustus: Joseph Antoine Simonis (regeringsgezinden) nam ontslag. Er werd in deze zittingsperiode niet meer in vervanging van zijn vacature voorzien.
- Bij de verkiezingen dat jaar werd het mandaat van 36 Tweede Kamerleden hernieuwd. Albert Cogels (regeringsgezinden) was in Antwerpen geen kandidaat voor een hernieuwing van zijn mandaat, hetzelfde gold voor Albert Antoine Henri de Grady de Bellaire en Pieter Leonard Schiervel d'Altenbrouck (beiden regeringsgezinden) in Luik, Piet Gevers (regeringsgezinden) en Gerardus Andreas Martinus van Bommel (onafhankelijke) in Holland, Jacob Willem Half-Wassenaer van Onsenoort (regeringsgezinden) in Noord-Brabant, Carolus Fredericus Josephus de Keverberg van Kessel (regeringsgezinden) in Limburg, Louis Jean Joseph Ferdinand de Potter, Pierre Joseph Pycke en Jan Marie Joseph Verstraeten (allen regeringsgezinden) in Oost-Vlaanderen, Denis de Rasse de la Faillerie (regeringsgezinden) in Henegouwen en Thomas-Louis de Schietere de Lophem (regeringsgezinden) in West-Vlaanderen. In Henegouwen werd de Zuid-Nederlandse oppositioneel François de Sécus niet herkozen. Hun parlementair mandaat liep af op 20 oktober 1817. Hun opvolgers, respectievelijk Antoon Philips Joseph de Moor (regeringsgezinden), Gérard Nagelmackers, Jean-Baptiste d'Omalius Thierry (beiden Zuid-Nederlandse oppositionelen), Otto Paulus Groeninx van Zoelen, Pieter Alexander van Boetzelaer, Arnoldus Gerbrandus Verheyen (allen regeringsgezinden), Jean-François Hennequin (Zuid-Nederlandse oppositionelen), Joseph van Crombrugghe, Emmanuel Carel van der Meersch, Paul Norbert Tack, François Joseph Du Bus (allen regeringsgezinden), François de Serret (Zuid-Nederlandse oppositionelen) en Jean-Baptiste Rosier (regeringsgezinden), werden een dag later geïnstalleerd.
- 1 december: Johan Marthe Collot d'Escury (regeringsgezinden) overleed. Er werd in deze zittingsperiode niet meer in vervanging van zijn vacature voorzien.

### 1818
- 13 april: Charles François Regis Baesen (regeringsgezinden) overleed. Er werd in deze zittingsperiode niet meer in vervanging van zijn vacature voorzien.
- 6 juni: Ernest François Joseph d'Hoffschmidt (regeringsgezinden) overleed. Er werd in deze zittingsperiode niet meer in vervanging van zijn vacature voorzien.
- 13 september: François Pierre Guillaume van Schuylenburg (regeringsgezinden) overleed. Er werd in deze zittingsperiode niet meer in vervanging van zijn vacature voorzien.

1815-1818 ·
1818-1821 ·
1821-1824 ·
1824-1827 ·
1827-1830 ·
1830-1833 ·
1833-1836 ·
1836-1839 ·
1839-1842 ·
1842-1845 ·
1845-1848 ·
1848-1849 ·
1849-1850 ·
1850-1852 ·
1852-1853 ·
1853-1854 ·
1854-1856 ·
1856-1858 ·
1858-1860 ·
1860-1862 ·
1862-1864 ·
1864-1866 ·
1866 (sep) ·
1866-1868 ·
1868-1869 ·
1869-1871 ·
1871-1873 ·
1873-1875 ·
1875-1877 ·
1877-1879 ·
1879-1881 ·
1881-1883 ·
1883-1884 ·
1884-1886 ·
1886-1887 ·
1887-1888 ·
1888-1891 ·
1891-1894 ·
1894-1897 ·
1897-1901 ·
1901-1905 ·
1905-1909 ·
1909-1913 ·
1913-1917 ·
1917-1918 ·
1918-1922 ·
1922-1925 ·
1925-1929 ·
1929-1933 ·
1933-1937 ·
1937-1946 ·
1946-1948 ·
1948-1952 ·
1952-1956 ·
1956-1959 ·
1959-1963 ·
1963-1967 ·
1967-1971 ·
1971-1972 ·
1972-1977 ·
1977-1981 ·
1981-1982 ·
1982-1986 ·
1986-1989 ·
1989-1994 ·
1994-1998 ·
1998-2002 ·
2002-2003 ·
2003-2006 ·
2006-2010 ·
2010-2012 ·
2012-2017 ·
2017-2021 ·
2021-2023 ·
2023-heden
Overzicht historische zetelverdeling